# Norfolk (condado de Litchfield)
Norfolk es un lugar designado por el censo ubicado en el condado de Litchfield en el estado estadounidense de Connecticut. En el año 2010 tenía una población de 553 habitantes.

## Geografía
Norfolk se encuentra ubicado en las coordenadas 41°59′39″N 73°11′56″O / 41.99417, -73.19889.